# Porto-Velho de Montreal
O Vieux-Port de Montréal (Porto-Velho de Montreal) é um local turístico-recreativo de Montreal. 

## Descrição

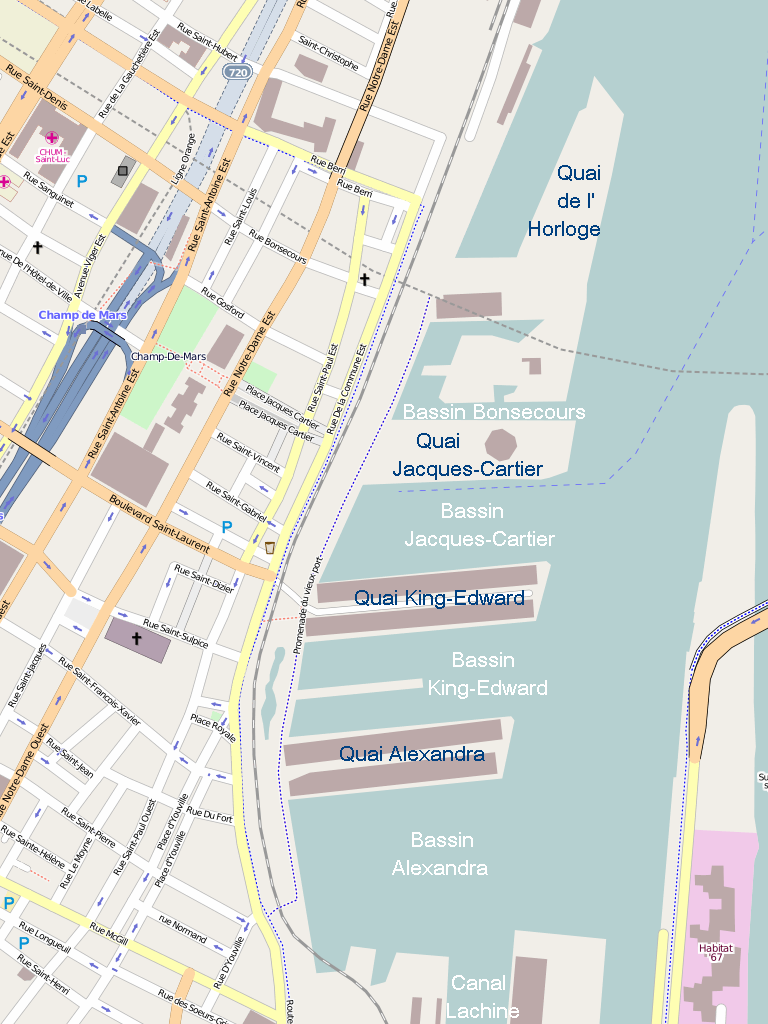
Carte

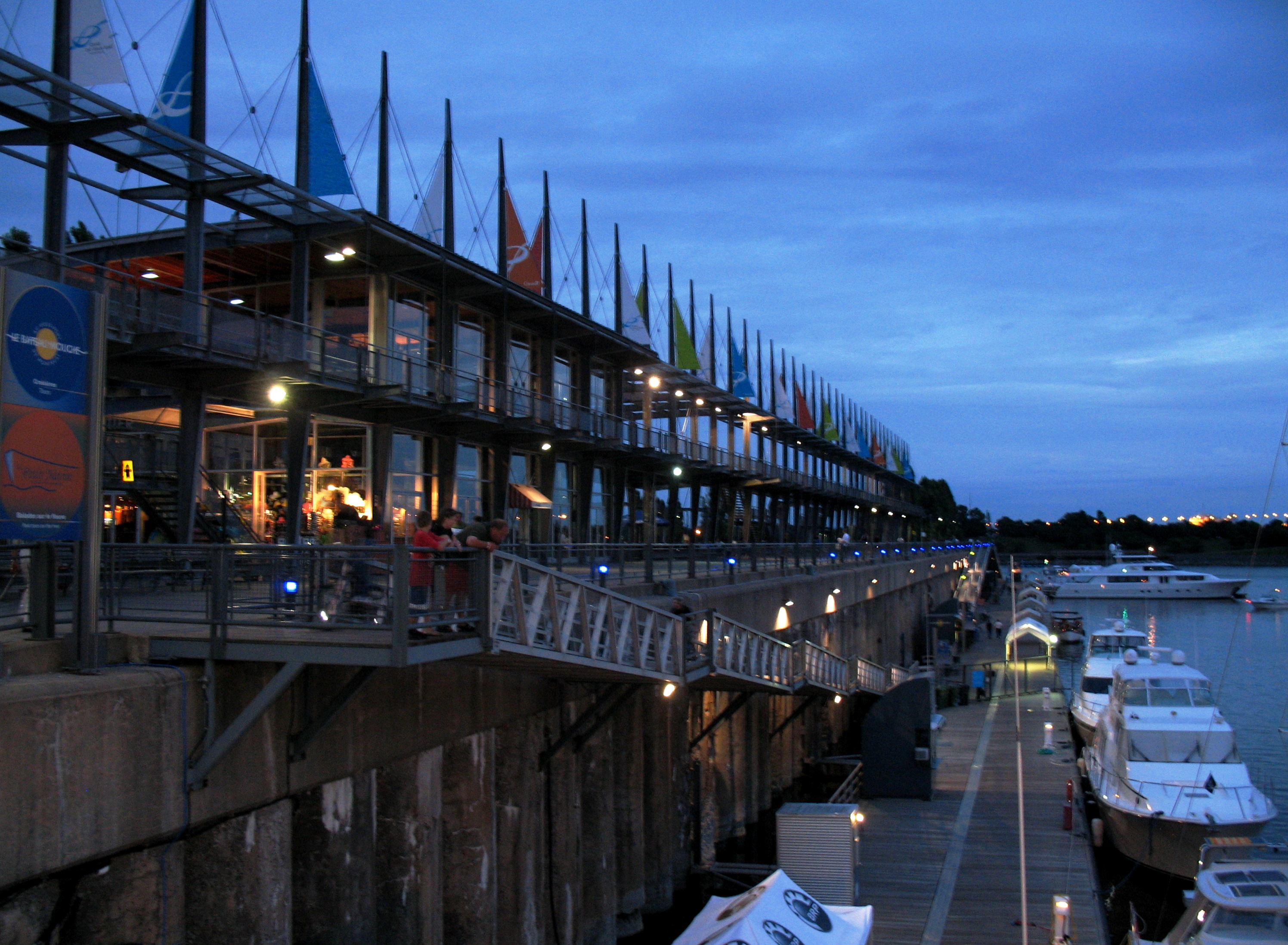
Quai King-Edward

Situado às margens do Rio São Lourenço, estende-se sobre mais de dois quilômetro ao sul da Vieux-Montréal, a partir da rua McGill até o eixo da rua Amherst, onde se encontra a Torre do relógio de Montréal.
Compreende vários cais ligados por um calçadão ao lado de um parque. A oeste, encontra-se o cais Alexandra do terminal marítimo Iberville que acolhe barcos grandes. Em direção leste, existe um cais menor e mais estreito.
A seguir está o cais King-Edward, reformado para acolher o Centro de ciências de Montreal e um cinema Imax. Entre o cais King-Edward e o cais Jacques-Cartier, encontra-se um cais para barcos pequenos.
Entre o cais Jacques-Cartier e o cais do relógio encontra-se a Bassin Bonsecours, utilizada no inverno como pista de patinação no gelo.

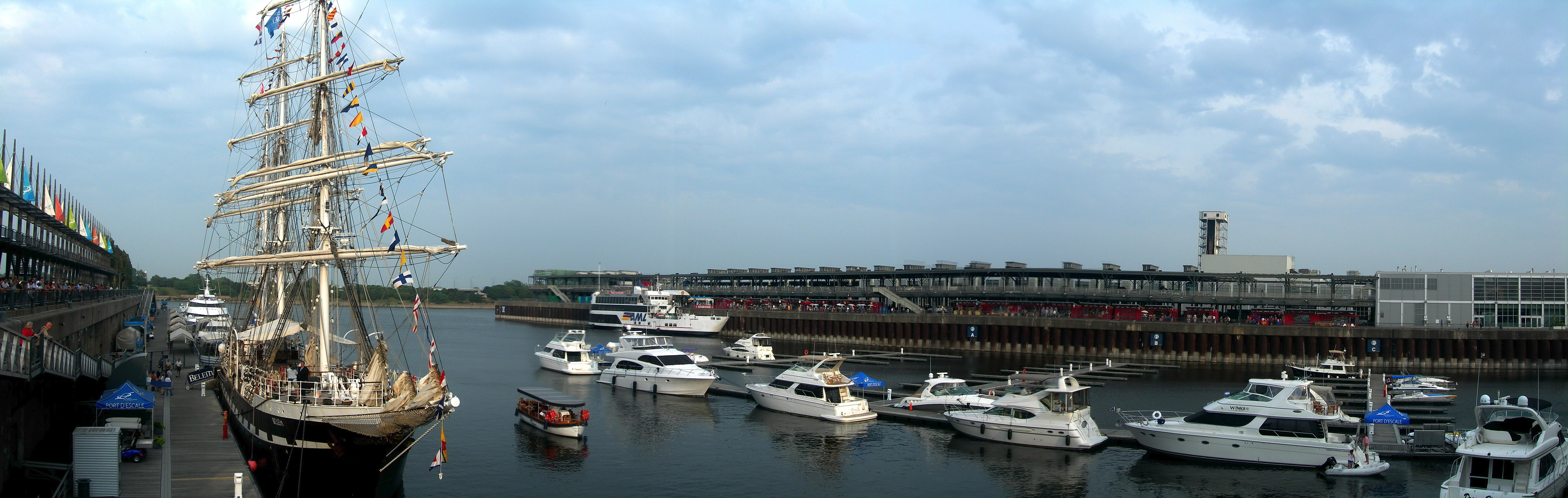
Veleiro francês Belem em visita ao Vieux Port de Montreal

## Histórico
|  |  |  |  |

Outrora principal porto de Montreal, o local do atual Vieux-Port de Montréal era centro social, econômico, comercial e cultural de Montreal depois que os comerciantes de peles franceses a utilizaram como balcão de negócios em 1611. Foi a partir deste bairro que a população de desenvolveu a partir da fundação de Montreal em 1642.
Os cais em concreto, os hangares em aço e os primeiros silos de grãos foram construídos entre 1898 e 1908.
Após consulta pública em meados da década de 1980 feita pelo governo canadense, o Vieux-Port é entregue reformado na primavera de 1992 em comemoração aos 350 anos de Montreal. 
|  |  |  |